# Kanton Murat-sur-Vèbre
Kanton Murat-sur-Vèbre (francouzsky Canton de Murat-sur-Vèbre) je francouzský kanton v departementu Tarn v regionu Midi-Pyrénées. Tvoří ho čtyři obce.

## Obce kantonu
- Barre
- Moulin-Mage
- Murat-sur-Vèbre
- Nages